# بلاند بالارد
بلاند بالارد هو محامي وقاضي وسياسي أمريكي، ولد في 4 سبتمبر 1819 في مقاطعة شيلبي في الولايات المتحدة، وتوفي في 29 يوليو 1879 في لويفيل في الولايات المتحدة.